# Eva Cedeño
Irma Evangelina Cedeño Rascón (Hermosillo, Sonora; 28 de diciembre de 1989), más conocida como Eva Cedeño, es una actriz y presentadora mexicana. 
En 2020, el papel de Elena Villaseñor Espinoza en Te doy la vida de la producción de Lucero Suárez la hizo darse a conocer más dentro del medio artístico.

## Biografía y carrera
En 2011, incursionó como presentadora en el programa Teledición Hermosillo, y en 2015 en el publicitario de la marca Pepsi.
Ingresó al Centro de Educación Artística (CEA) para iniciar sus estudios como actriz y presentadora de televisión, egresó del Cea en 2014. Eva Cedeño también tomó un taller de expresión escénica en Guadalajara, un taller de cine en Los Ángeles y clases de boxeo. Es licenciada en mercadotecnia.
En el teatro, Eva ha participado en "El diario de Ana Frank" y "Sueño de una psicodélica noche de verano" con el personaje de Elena, y en el cine ha participado con la película "Extrema Obsesión" y en "El Capo - El amo del túnel".
En 2015, tuvo su primera participación en televisión con la telenovela A que no me dejas, donde comparte escenas con Moisés Arizmendi, Osvaldo Benavides y Alejandra Barros.
En 2016, participó en Simplemente María con un papel menor y posteriormente en Mi adorable maldición compartiendo escenas con Ilse Ikeda, Alejandro Ávila y Santiago Hernández.
En 2017, se integró al elenco de El vuelo de la Victoria interpretando a Cristina, una de las antagonistas de la historia, junto a Mane de la Parra, Susana Dosamantes y Roberto Blandón.
A finales de 2017 se suma al elenco de Por amar sin ley del productor José Alberto Castro como Leticia Jara unos de los villanos de este melodrama.
Para 2020 obtiene su primer papel protagónico estelar en la nueva telenovela Te doy la vida segunda versión mismo nombre de la telenovela chilena en la que interpreta a Elena Villaseñor Espinoza de Rioja una mujer quién junto a su marido encuentran un donante para salvar la vida a su hijo que padece de leucemia bajo la producción de Lucero Suárez y compartiendo créditos con José Ron, Leonardo Herrera, Jorge Salinas, César Évora, Erika Buenfil, Omar Fierro, Nuria Bages y Danny Perea.
Cedeño ha sido invitada a programas de entretenimiento como por ejemplo "Cuéntamelo Ya!" "Miembros al aire" y Hoy. 
Tras el éxito que tuvo su más reciente telenovela en 2020, la producción de Minuto Para Ganar Vip la llamó a ella junto con su compañero de trabajo José Ron para que juntos participarán para cumplir un sueño de alguien, hicieron muy buena dupla y sin embargo les fue muy bien.
Y todavía para 2020 tras su gran éxito, Eva logró posicionarse dentro del mundo de la comedia y se incorporó al elenco de la segunda temporada del programa cómico Mi querida herencia donde probó suerte dentro de la comedia y siendo este su primer personaje de los sitcoms mexicanos de nombre "Pamela".
También su imagen en portadas de revistas han sido de impulso en su carrera artística y no sólo eso, también tiene notas especiales en prestigiosas revistas del entretenimiento diario.

## Filmografía

### Televisión
| Año       | Título                              | Personaje               | Notas         |
| --------- | ----------------------------------- | ----------------------- | ------------- |
| 2015-2016 | A que no me dejas                   | Odette Córdova          | 38 episodios  |
| 2016      | Simplemente María                   | Bertha de Mérida        | 20 episodios  |
| 2017      | Mi adorable maldición               | Inés Bustos             | 87 episodios  |
| 2017      | El vuelo de la Victoria             | Cristina Rivadeneira    | 48 episodios  |
| 2018      | Por amar sin ley                    | Leticia Jara            | 91 episodios  |
| 2019      | Un poquito tuyo                     | Leticia "Lety" Solano   | 69 episodios  |
| 2020      | Te doy la vida                      | Elena Villaseñor        | 82 episodios  |
| 2020      | Mi querida herencia                 | Pamela Manríque         | 12 episodios  |
| 2021      | ¿Qué le pasa a mi familia?          | Regina Rueda            | 102 episodios |
| 2022      | Amor dividido                       | Abril Moreno            | 107 episodios |
| 2022-2023 | Cabo                                | Isabela Escalante       | 85 episodios  |
| 2023-2024 | Golpe de suerte                     | Miranda Ortíz           | 92 episodios  |
| 2025      | A.mar, donde el amor teje sus redes | Estrella Contreras Lara |               |

## Programas
| Año  | Programa                         | Personaje/Rol     | Notas/Descripción |
| ---- | -------------------------------- | ----------------- | ----------------- |
| 2020 | Foro TV                          | Enlace especial   | 1 programa        |
| 2020 | Por culpa de eva                 | Invitada          | 1 programa        |
| 2020 | Miembros al aire                 | Invitada especial | 1 Programa        |
| 2020 | Cuéntamelo Ya!                   | Invitada especial | 1 Programa        |
| 2020 | Hoy                              | Invitada especial | 1 Programa        |
| 2019 | The Guest                        | Invitada          | 1 programa        |
| 2018 | Canta y no choques               | Invitada          | 1 programa        |
| 2018 | Noches con platanito             | Invitada          | 1 Programa        |
| 2018 | Miembros al aire                 | Invitada          | 1 programa        |
| 2017 | Hoy                              | Invitada          | 1 Programa        |
| 2011 | Teledición (Televisa Hermosillo) | Conductora        |                   |

## Concursos y realitys
| Año  | Programa                | Personaje/Rol | Notas/Descripción |
| ---- | ----------------------- | ------------- | ----------------- |
| 2008 | Nuestra Belleza Sonora  | Participante  |                   |
| 2013 | Nuestra Belleza Jalisco | Participante  |                   |
| 2013 | Miss Continentes Unidos | Participante  | Miss Puntualidad  |
| 2020 | Minuto para ganar VIP   | Invitada      | 1 Programa        |

## Cine
| Año  | Título/Película            | Personaje/Papel | Descripción |
| ---- | -------------------------- | --------------- | ----------- |
| 2017 | Extrema obsesión           | Actriz          | Película    |
| 2016 | La bestia                  |                 | Película    |
| 2016 | El Capo - El amo del túnel | Katia García    | Película    |

## Comerciales televisivos
| Año  | Título           | Rol/Papel  |
| ---- | ---------------- | ---------- |
| 2015 | Pepsi            | Ella misma |
| 2020 | Carnation Nestle | Ella misma |

## Videos musicales
| Año  | Canción                           | Rol/Papel                 | Notas/Descripción         |
| ---- | --------------------------------- | ------------------------- | ------------------------- |
| 2020 | «Te doy la vida» de Leonel García | Elena Villaseñor Espinoza | Aparición en el Videoclip |

## Obras de teatro
| Año  | Obra/Título                              | Personaje/Papel | Descripción |
| ---- | ---------------------------------------- | --------------- | ----------- |
| 2016 | Napoles                                  | Lucía           | Obra        |
| 2016 | Seamos honestos                          |                 | Obra        |
| 2014 | El diario de Ana Frank                   | Edith           | Obra        |
| 2014 | Sueño de una psicodélica noche de verano | Elena           | Obra        |

## Revistas (portadas y notas)
| Año  | Revista           | Rol        | Descripción    |
| ---- | ----------------- | ---------- | -------------- |
| 2020 | Revista Mimosa    | Ella misma | Portada        |
| 2020 | El imparcial      | Ella misma | Portada y nota |
| 2020 | Revista Ximena    | Ella misma | Portada        |
| 2020 | Revista Vanidades | Ella misma | revista        |
| 2020 | Especislismo      | Ella misma | Portada        |
| 2019 | Revista DMH       | Ella misma | Portada        |
| 2018 | Reforma gente     | Ella misma | Nota especial  |
| 2018 | El imparcial      | Ella misma | Nota especial  |
| 2018 | Tv y novelas      | Ella misma | Nota especial  |
| 2017 | Zero Magazine mx  | Ella misma | Nota especial  |